# Czajka (Schlesische Beskiden)
Der Czajka ist ein Berg in Polen. Mit einer Höhe von 572 m ist er einer der niedrigeren Berge  im Czantoria-Kamm in den Schlesischen Beskiden. Der Gipfel gehört zum Gemeindegebiet von Wisła.  

## Tourismus
- Auf den Gipfel führen keine markierten Wanderwege.